# جيهان مملوك
جيهان مملوك لاعبة كرة سلة مواليد (10 كانون الثاني 1993) دمشق،  سوريا، تلعب مع نادي الوحدة (سوريا) منذ عام 2008 ومنتخب سوريا الوطني للسيدات بكرة السلة، تخرجت عام 2017 من المعهد العالي للفنون المسرحية بدمشق قسم دراسات مسرحية، ودرست إدارة أعمال في الجامعة السورية الخاصة.

## مسيرتها الرياضية

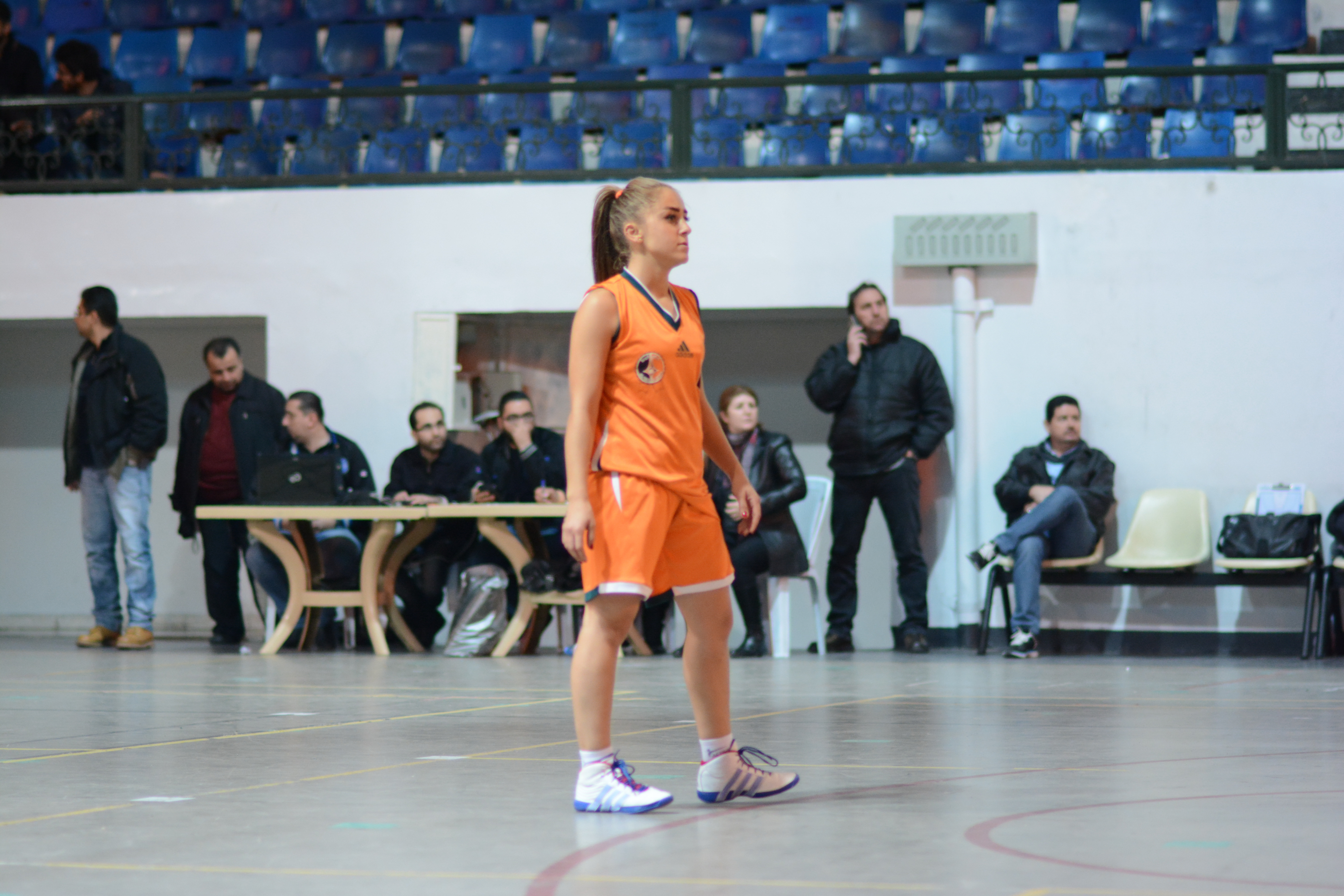
جهان مملوك

بدأت مسيرتها الرياضية منذ عام 2005 حيث التحقت بمدرسة صيفية بنادي الثورة في منطقة القصاع حيث كانت تسكن، وقد لعبت حتى عام 2007 في صغيرات وناشئات نادي الثورة في الوقت ذاته ثم انتقلت إلى نادي الوحدة الدمشقي عام 2008 وقد التحقت سريعا بفريق السيدات وذلك بعد أن اثبتت خبرتها، لقبها جمهور نادي الوحدة بـ (ميسي الوحدة) وذلك لصغر حجمها وسرعتها، شاركت ضمن منتخب سوريا لكرة السلة في كأس آسيا الذي أقيم في تايلند.
أصيبت عام 2010م بالرباط الصليبي وبعد المعالجة الفيزيائية ومثابرتها على التمرن استطاعت تجاوز الإصابة والعودة إلى صالات كرة السلة وتحقيق عدة بطولات محلية ودولية مع نادي الوحدة.

## البطولات

### كأس الجمهورية السورية لكرة السلة
1. حققت مع نادي الوحدة كأس الجمهورية لعام 2010
2. حققت مع نادي الوحدة كأس الجمهورية لعام 2011
3. حققت مع نادي الوحدة كأس الجمهورية لعام 2012
4. حققت مع نادي الوحدة كأس الجمهورية لعام 2013
5. حققت مع نادي الوحدة كأس الجمهورية لعام 2014
6. حققت مع نادي الوحدة كأس الجمهورية لعام 2015
7. حققت مع نادي الوحدة كأس الجمهورية لعام 2016

### بطولة دوري كرة السلة السوري
1. حققت مع نادي الوحدة بطولة الدوري لعام 2010
2. حققت مع نادي الوحدة بطولة الدوري لعام 2011
3. حققت مع نادي الوحدة بطولة الدوري لعام 2012
4. حققت مع نادي الوحدة بطولة الدوري لعام 2013
5. حققت مع نادي الوحدة بطولة الدوري لعام 2014
6. حققت مع نادي الوحدة بطولة الدوري لعام 2015
7. حققت مع نادي الوحدة بطولة الدوري لعام 2016
8. حققت مع نادي الوحدة بطولة الدوري لعام 2017

### بطولة غرب آسيا لأندية كرة السلة للسيدات
1. حققت مع نادي الوحدة لقب الوصيف في البطولة لعام 2015

### مع المنتخب الوطني السوري لكرة السلة (سيدات)
1. التأهل لنهائي غرب أسيا لكرة السلة 2019.[3]